# Jerry Hall
Jerry Faye Hall (Gonzales, Texas, 1956. július 2.) amerikai színésznő, modell. A hetvenes években kezdett modellkedni, és a világ egyik legkeresettebb modelljévé vált. A The Rolling Stones énekesének, Mick Jaggernek volt a felesége. 2016 és 2022 között Rupert Murdoch üzletember a férje.

## Élete
A texasi Gonzalesben született Marjorie (születési nevén Sheffield) és John P. Hall gyermekeként. Angol, ír és holland felmenőkkel rendelkezik. A texasi Mesquite-ben nőtt fel.
16 éves korában érettségizett a North Mesquite High School tanulójaként.
Van egy ikertestvére, Terry.

## Magánélete
1975-ben Bryan Ferryvel járt, azonban két évvel később Mick Jaggerrel jött össze. 1990. november 21-én házasodtak össze Balin. Az angol és indonéz törvények szerint azonban nem törvényes a házasságuk. Négy gyermekük van: Elizabeth Scarlett (1984), James Leroy (1985), Georgia May (1992) és Gabriel Luke (1997). A Downe House-ban éltek. Hall Jagger hűtlenségét tette meg a válás okának.
2015-ben kezdett járni Rupert Murdoch-hal. 
2016. január 11-én jelentették be eljegyzésüket. 2016. március 4-én házasodtak össze.